# Michelis

Logo in uso fino al 2016

Michelis Egidio è un'azienda italiana del settore alimentare, operante nel mercato della pasta secca, fresca e surgelata all'uovo (le ultime due sia ripiene, sia lisce), dei sughi pronti e dei prodotti da forno. Tra questi ultimi le principali produzioni di Michelis sono grissini, torte e paste di meliga del monregalese. Michelis fa parte del "Consorzio delle Paste di Meliga del Monregalese", composto da sette aziende che producono le paste di meliga, un presidio Slow Food.

## Storia
Fondata nel 1919 da Mario Michelis nel retro di un'osteria di Mondovì, l'azienda si sviluppa in particolare nel secondo dopoguerra; nel 1945 l'attività si espande a livello locale, e nel 1962 la guida passa al figlio, Egidio Michelis, che apre un punto vendita a Loano; dal 1974 vengono introdotti nuovi prodotti e nasce la linea dolciaria. Nel 1993 viene costruito un nuovo stabilimento.
Il mercato principale di distribuzione è l'Italia mentre quello estero rappresenta il 30% del fatturato. La distribuzione estera del prodotto fresco avviene in Europa, Turchia, Emirati Arabi Uniti e Giappone, quella di pasta secca, surgelata e prodotti da forno ha come mercati principali quello europeo e quello statunitense. È un fornitore di pasta fresca e dolci di Eataly.
Nel 2016 scompare a 81 anni Egidio Michelis e la terza generazione della famiglia prende le redini dell'azienda: i figli Cristina, Mario e Marco.
Nei primi mesi del 2018 il gruppo Bloomberg ha completato le operazioni di due diligence preliminari ad un'eventuale fusione tra Michielis e la ditta canadese Romana Food Brands Corp, in relazione alla quale è stata firmata una lettera d'intenti tra le due aziende ed è stato garantito il mantenimento della produzione in Italia.

## Sponsorizzazioni
La ditta Michelis ha sostenuto assieme alla Compagnia di San Paolo l'iniziativa Magnificat, che a partire dal 2016 permette ai visitatori del santuario di Vicoforte di salire con corde e carrucole, opportunamente imbragati e dotati di casco protettivo,  sulla grande cupola ellittica del santuario. L'iniziativa è stata anche monitorata da un punto di vista neuro-psicologico.